# Matt Hussey
Matthew Hussey (* 28. Mai 1979 in New Haven, Connecticut) ist ein US-amerikanischer Eishockeyspieler, der zuletzt in der Deutschen Eishockey Liga für die Nürnberg Ice Tigers spielte.

## Karriere
Der in Connecticut geborene Hussey wurde während des NHL Entry Draft 1998 von den Pittsburgh Penguins in der neunten Runde an insgesamt 254. Stelle ausgewählt. Zunächst spielte er in der Western Collegiate Hockey Association, einer US-amerikanischen Collegeliga im Spielbetrieb der National Collegiate Athletic Association, für die Universitätsmannschaft der University of Wisconsin–Madison. Im Jahr 2002 trat der Center der Penguins-Organisation bei und war in der Saison 2002/03 für die Wilkes-Barre/Scranton Penguins, dem Farmteam der Pittsburgh Penguins, in der American Hockey League aktiv. In der Saison 2003/04 absolvierte Hussey drei Spiele für Pittsburgh in der NHL und konnte dabei drei Punkte erzielen, im restlichen Saisonverlauf wurde er wieder in der AHL eingesetzt.
Während der Angreifer in der darauffolgenden Saison nur für Wilkes-Barre auflief, stand er in der Spielzeit 2005/06 wieder 13-mal für die Pittsburgh Penguins auf dem Eis. Diese Saison war seine bis dato erfolgreichste in der AHL, da der US-Amerikaner mit 34 Punkten der erfolgreichste Scorer seiner Mannschaft war. In der Saison 2006/07 wechselte der Linksschütze zu den Detroit Red Wings, für die er fünfmal in der NHL spielte, die Schlittschuhe aber den Großteil der Saison bei den Grand Rapids Griffins in der AHL schnürte.
Nachdem der US-Amerikaner in der Spielzeit 2007/08 für die Lake Erie Monsters in der AHL aktiv gewesen war, wechselte er während der Saison nach Europa und unterschrieb dort einen Vertrag bei Jokerit Helsinki aus der finnischen SM-liiga. Im Sommer 2008 wurde Hussey von den Straubing Tigers aus der Deutschen Eishockey Liga verpflichtet und mit einem Einjahresvertrag ausgestattet. Zur Saison 2009/10 wechselte der Center zum Ligakonkurrenten ERC Ingolstadt, wo er bis zum Ende der Saison 2010/11 spielte. Am 17. Oktober 2011 wurde Matt Hussey wieder als Stürmer bei den Straubing Tigers unter Vertrag genommen.
Ab Dezember 2013 bis zum Ende der Saison 2013/14 stand Hussey in der DEL bei den Thomas Sabo Ice Tigers unter Vertrag.